# 기지촌
기지촌(基地村)은 대한민국의 주한미군 기지의 주변 거리나 지역을 의미한다. 일반적으로 시골 지역에 위치하고 있으며 그 중 다수는 비무장지대 근처에 있다. 주민들은 기지촌에서의 생활과 일에 대한 낙인으로 인해 한국 사회 전반과 교류하지 못하는 경우가 많다. 한국 시민의 관점에서 기지촌은 주로 가난한 사람들과 소외된 사람들이 거주하고 있다. 이 마을은 주로 미군에게 매춘을 제공하기 위해 존재하는데, 이는 기지촌에서 "군인이 대한민국을 계속 보호하는 데 필요하고 경제 발전에 유익하다"고 간주되었다.